# Кроппенштедт
Кроппенштедт (нім. Kroppenstedt) — місто в Німеччині, розташоване в землі Саксонія-Ангальт. Входить до складу району Берде. Складова частина об'єднання громад Вестліхе-Берде.
Площа — 38,65 км2. Населення становить 1395 ос. (станом на 31 грудня 2021).

## Галерея

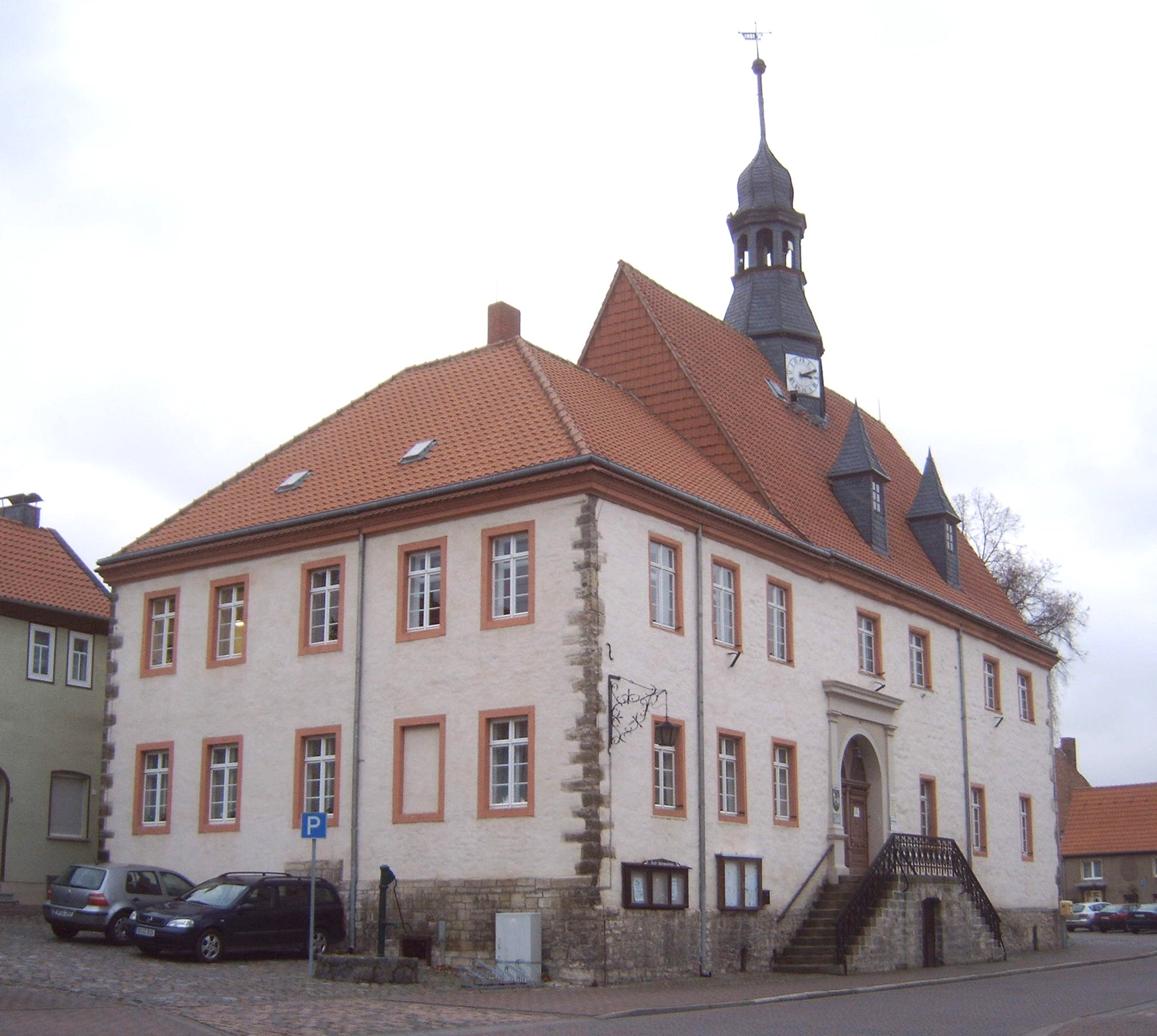
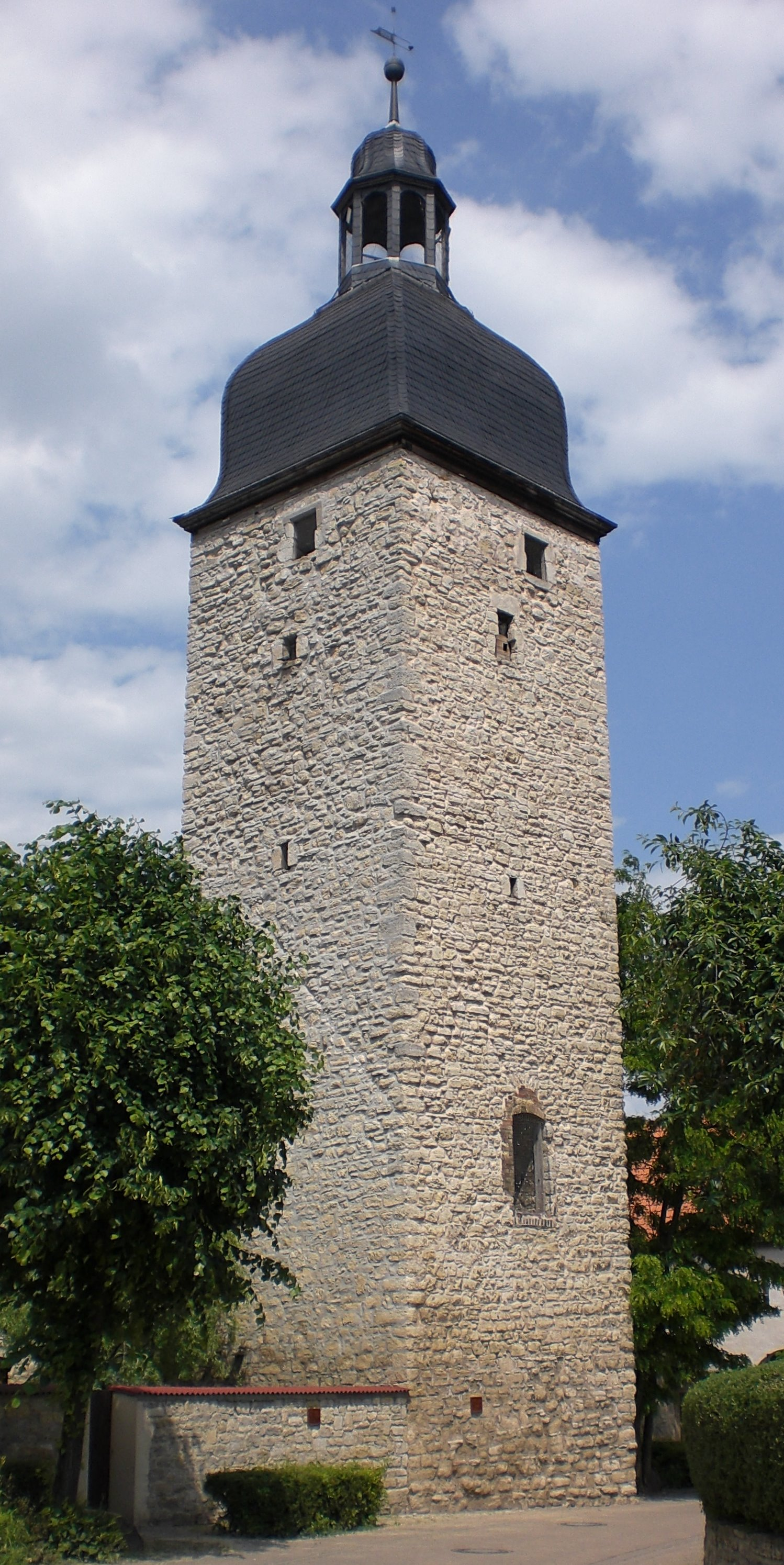
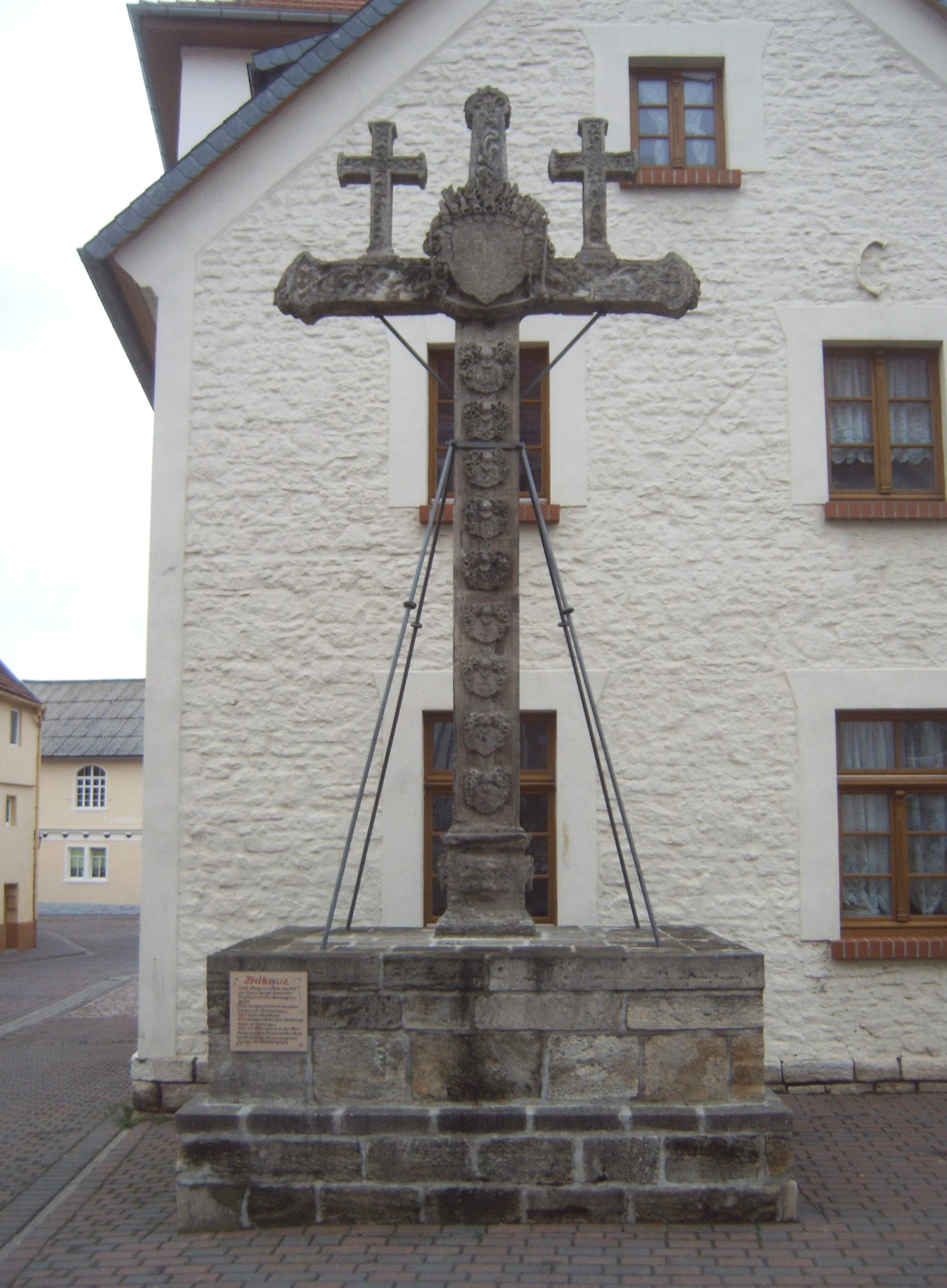